# نعمة الله الحرديني
القديس نعمة الله يوسف كساب الحرديني (ولد في عام 1808-توفي في 1858)، هو راهب لبناني ينحدر من قرية حردين. كان جزءا من الرهبانية اللبنانية المارونية وبقي في دير مار أنطونيوس قزحيا، كان أحد معلمي القديس شربل، وقد قضا حياته ناسكا متعبدا وخادما للدير، حتى أصبح مثالا للصبر والتسامح لتلامذته، توفي في شتاء 1858 إثر إصابته بحُمَّى. حدث في الليلة التي دُفن فيها أن انبعث من القبر نورٌ ساطعٌ مشعٌّ، فتقاطر المؤمنون إلى قبره من كلِّ صوبٍ طالبين النِّعم والبركات. قُدِّمت دعوى تطويبه إلى الكرسيِّ الرسوليِّ في روما في 14 أيَّار سنة 1926. صدَّق البابا يوحنَّا بولس الثاني على فضائله البطوليَّة، في 7 أيلول 1989، فأعلنه مكرَّمًا. ثمَّ أعلنه طوباويًّا في 10 أيَّار 1998، بعد تثبيت أعجوبة شفاء الشابّ أندره نجم، من مرضه السرطانيّ. وأُعلن قدِّيسًا للكنيسة الجامعة في 16 أيَّار 2004، بعد تثبيت أعجوبة شفاء السيِّدة روز سعد من العمى. تحتفل الكنيسة المارونيَّة بعيده في 14 كانون الأوَّل.. وقد نسبت له الكثير من المعجزات والظهورات.